# Calligonum azel
Calligonum azel là một loài thực vật có hoa trong họ Rau răm. Loài này được Maire mô tả khoa học đầu tiên năm 1932.